# Раховские горы
Раховские горы (другое название — Гуцульские Альпы) — горный массив в Украинских Карпатах. Расположенный на юге Раховского района (отсюда и название) Закарпатской области.
Раховские горы являются частью Мармарошского массива. С запада ограничены рекой Тисой, с севера — Белой Тисой, с востока — юго-восточными отрогах Черногоры, с юга — украинско-румынской границей.
Некоторые ошибочно относят к Раховским горам южную часть юго-восточной отрогах Свидивецкого массива, на котором расположен Кузийский заповедник.